# Chiesa cattolica in Laos

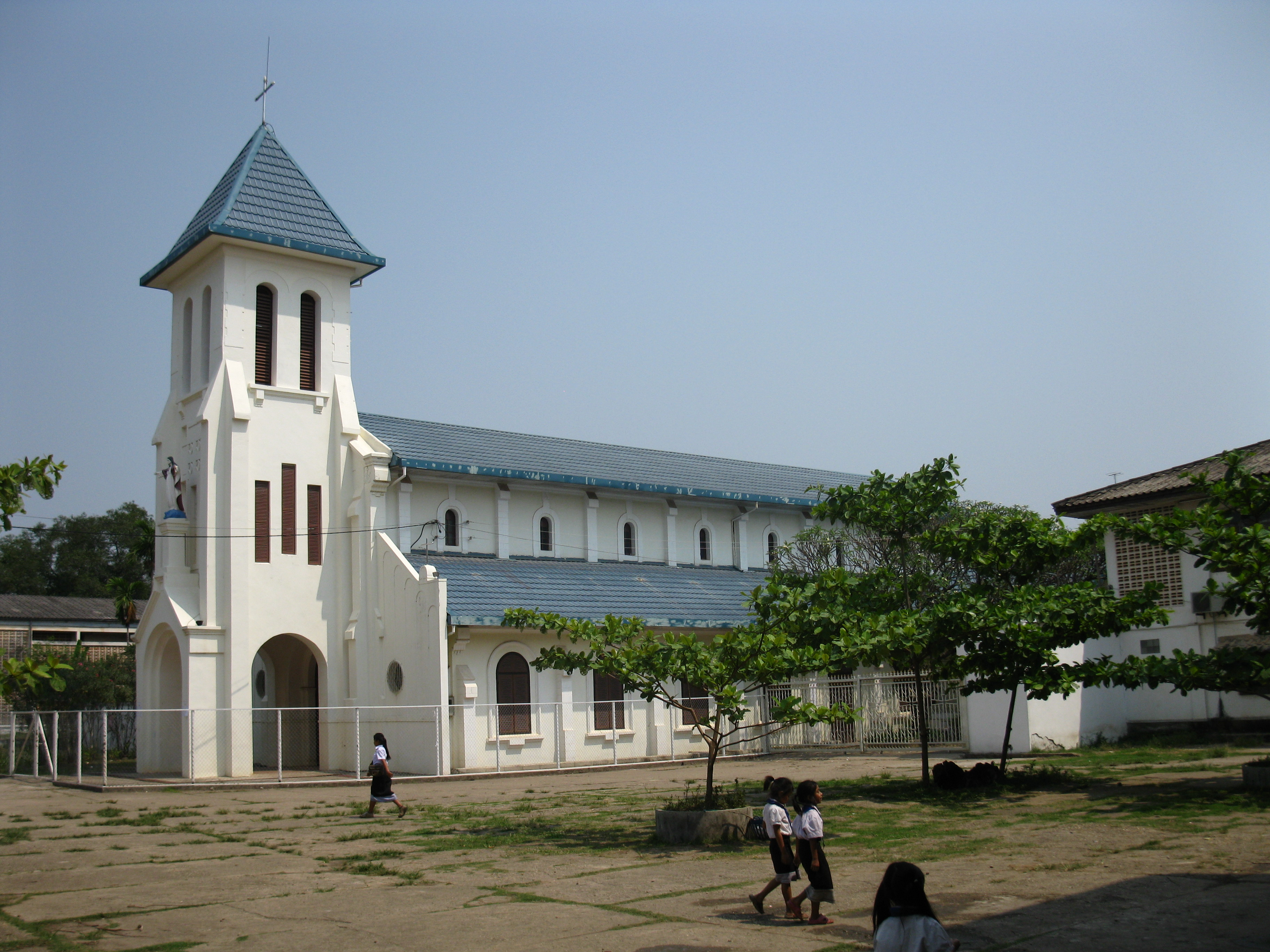
La chiesa Sacro Cuore di Vientiane

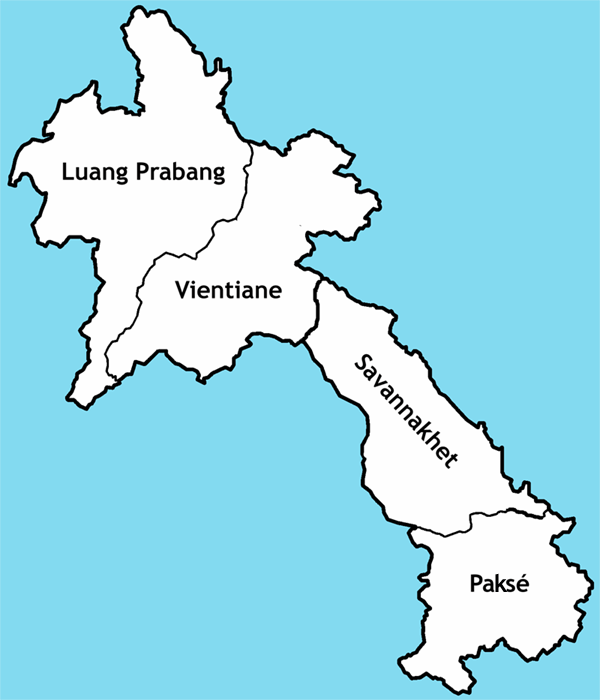
Mappa dei Vicariati Apostolici del Laos

La Chiesa cattolica nel Laos è parte della Chiesa cattolica universale, sotto la guida spirituale del Papa e della Santa Sede.

## Storia
I primi tentativi di evangelizzazione del Laos risalgono alla seconda metà del XVII secolo con l'arrivo a Vientiane di alcuni missionari gesuiti e delle missioni estere di Parigi, ma la diffusione del cattolicesimo si ha solo con la fine del XIX secolo con l'arrivo di missionari dal vicino Siam: nel 1899 viene eretto il vicariato apostolico del Laos. 
Nel 1929 un sacerdote cattolico arriva per la prima volta a Luang Prabang. Nel 1935 giungono in Laos i missionari Oblati di Maria Immacolata. Nei decenni successivi vengono fondati altri tre vicariati apostolici, tutti dipendenti dalla congregazione per l'Evangelizzazione dei Popoli.
Nel 1975 è nata la Repubblica popolare del Laos, a guida comunista. Da allora i cattolici subiscono molte restrizioni, vedendo di fatto diminuita la libertà di professare la propria fede.
Nel febbraio 2011, alcuni funzionari governativi hanno espropriato case e terreni a 18 famiglie di contadini residenti nella provincia di Caravan, nel sud del Paese, perché si rifiutavano di abbandonare il cristianesimo. I capi del villaggio in cui risiedevano hanno imposto agli abitanti della zona di non aiutare i contadini.

## Organizzazione e istituzioni
Nel 2015 la Chiesa cattolica è presente sul territorio con 4 vicariati apostolici: Luang Prabang, Paksé, Savannakhet e Vientiane.
Alla fine del 2005 la Chiesa cattolica in Laos contava:
- 123 parrocchie;
- 14 preti;
- 88 suore religiose;

La popolazione cattolica ammontava a 42.199 cristiani, pari allo 0,59% della popolazione.
L'episcopato locale è riunito nella Conferenza Episcopale del Laos e della Cambogia.

## Delegazione apostolica
Il 13 novembre 1967 la delegazione apostolica in Thailandia ampliò la sua giurisdizione a Laos, Malesia e Singapore, e assunse il nome di delegazione apostolica di Thailandia, Laos, Malacca e Singapore.
Il 25 aprile 1969 fu istituita la nunziatura apostolica in Thailandia con il breve Instans illa di papa Paolo VI, e contestualmente la delegazione apostolica di Thailandia, Laos, Malacca e Singapore assunse il nuovo nome di delegazione apostolica di Laos, Malacca e Singapore. Successivamente furono erette le nunziature apostoliche a Singapore (24 giugno 1981) e in Malesia (27 luglio 2011) e la delegazione assunse così il nome attuale.

### Delegati apostolici
- Jean Jadot (23 febbraio 1968 - 28 agosto 1969 nominato pro-nunzio apostolico in Thailandia)
- Giovanni Moretti (9 settembre 1971 - 13 marzo 1978 nominato pro-nunzio apostolico in Sudan e delegato apostolico nella Regione del Mar Rosso)
- Silvio Luoni (15 maggio 1978 - 1980 dimesso)
- Renato Raffaele Martino (14 settembre 1980 - 3 dicembre 1986 nominato osservatore permanente alle Nazioni Unite)
- Alberto Tricarico (28 febbraio 1987 - 26 luglio 1993 nominato officiale della Segreteria di Stato della Santa Sede)
- Luigi Bressan (26 luglio 1993 - 25 marzo 1999 nominato arcivescovo di Trento)
- Adriano Bernardini (24 luglio 1999 - 26 aprile 2003 nominato nunzio apostolico in Argentina)
- Salvatore Pennacchio (20 settembre 2003 - 8 maggio 2010 nominato nunzio apostolico in India)
- Giovanni d'Aniello (22 settembre 2010 - 10 febbraio 2012 nominato nunzio apostolico in Brasile)
- Paul Tschang In-nam (4 agosto 2012 - 16 luglio 2022 nominato nunzio apostolico nei Paesi Bassi)
- Peter Bryan Wells, dall'8 febbraio 2023

## Conferenza episcopale
Il Laos non ha una Conferenza episcopale propria, ma l'episcopato laotiano è parte della Conferenza episcopale del Laos e della Cambogia (Conférence Episcopale du Laos et du Cambodge).
Elenco dei Presidenti della Conferenza episcopale:
- Vescovo Etienne-Auguste-Germain Loosdregt, O.M.I. (1964 - 1978)
- Vescovo Thomas Nantha (1979 - 1984)
- Vescovo Jean-Baptiste Outhay Thepmany (1987 - 1995)
- Vescovo Yves-Georges-René Ramousse, M.E.P. (1995 - 2000)
- Vescovo Jean Khamsé Vithavong, O.M.I. (2000 - 2005)
- Vescovo Émile Jean Marie Henri Joseph Destombes, M.E.P. (2005 - dicembre 2009)
- Vescovo Louis-Marie Ling Mangkhanekhoun (dicembre 2009 - 2014)
- Vescovo Olivier Schmitthaeusler, M.E.P. (2014 - 30 novembre 2019)
- Cardinale Louis-Marie Ling Mangkhanekhoun (30 novembre 2019 - 2024)
- Presbitero Enrique Figaredo Alvargonzález, S.I., dal 2024

Elenco dei Vicepresidenti della Conferenza episcopale:
- Presbitero Bruno Cosme, M.E.P., dal 30 novembre 2019

Elenco dei Segretari generali della Conferenza episcopale:
- Vescovo Andrew Souksavath Nouane Asa, dal 30 novembre 2019